# Ореади
Ореадите (от гръцкото όρος — „планина“) в древногръцката митология са нимфи покровителки на планините. Придружават Артемида, която обичала да ловува по такива места.
Най-известната от всички ореади е Ехо, други ореади са Енона, Номия, Питис, Бритомартис, Килена, Киносура.